# 谢瑟尔
谢瑟尔（德語：Scheeßel，發音：[ˈʃeːsl̩]）是德国下萨克森州维默河畔罗滕堡县的市镇，面积150.01平方千米，2023年12月31日人口为13,019人。